# 加藤聡一
加藤 聡一（かとう そういち、1995年11月11日 - ）は、地方競馬の名古屋競馬場原口次夫厩舎所属の騎手である。

## 経歴
愛知県豊明市出身。中学生のころから父からの誘いで乗馬を始める。そこから中京競馬場の少年団に入り、中学3年生のときに競馬学校の入学試験に受験するが不合格となる。高校進学後も競馬学校への試験を受け続けいていたが合格とはならず、高校3年生のときに地方競馬教養センターを受験し合格する。
地元愛知の川西毅厩舎に所属し2016年にデビュー。
2016年4月19日、名古屋競馬第6競走でスリースパートで初騎乗を果たし、初騎乗初勝利を飾る。
2016年、新人騎手としてNAR優秀新人騎手賞と日本プロスポーツ大賞新人賞を受賞する。
2017年8月15日、笠松競馬第11競走くろゆり賞でヴェリイブライトに騎乗し優勝、重賞初制覇を飾った。
2017年9月1日、笠松競馬第11競走でアップアンカーに騎乗し勝利。758戦目にして通算100勝を達成した。
2018年、毎年高知競馬場で行われる騎手招待競走の「全日本新人王争覇戦」で27ポイントを獲得し総合優勝を果たした。
2025年6月16日、名古屋競馬第4競走をタマモルピナスで勝利し、地方競馬通算1000勝を達成した。

## 主な騎乗馬
- ヴェリイブライト（2017年くろゆり賞）
- アサクサポイント（2018年北國王冠）
- エイシンテキサス（2019年日本海スプリント）
- ダルマワンサ（2020年岐阜金賞）
- ウインハイラント（2020年東海ゴールドカップ）
- アップテンペスト（2022年梅桜賞、スプリングカップ）
- ブンブンマル（2022年湾岸スターカップ）
- ヒロシゲウェーブ（2023年飛山濃水杯）[6]
- スティールアクター（2024年スプリングカップ、ジュニアグローリー）
- マッドルーレット（2025年トリトン争覇）